# Clifford E. Charlesworth

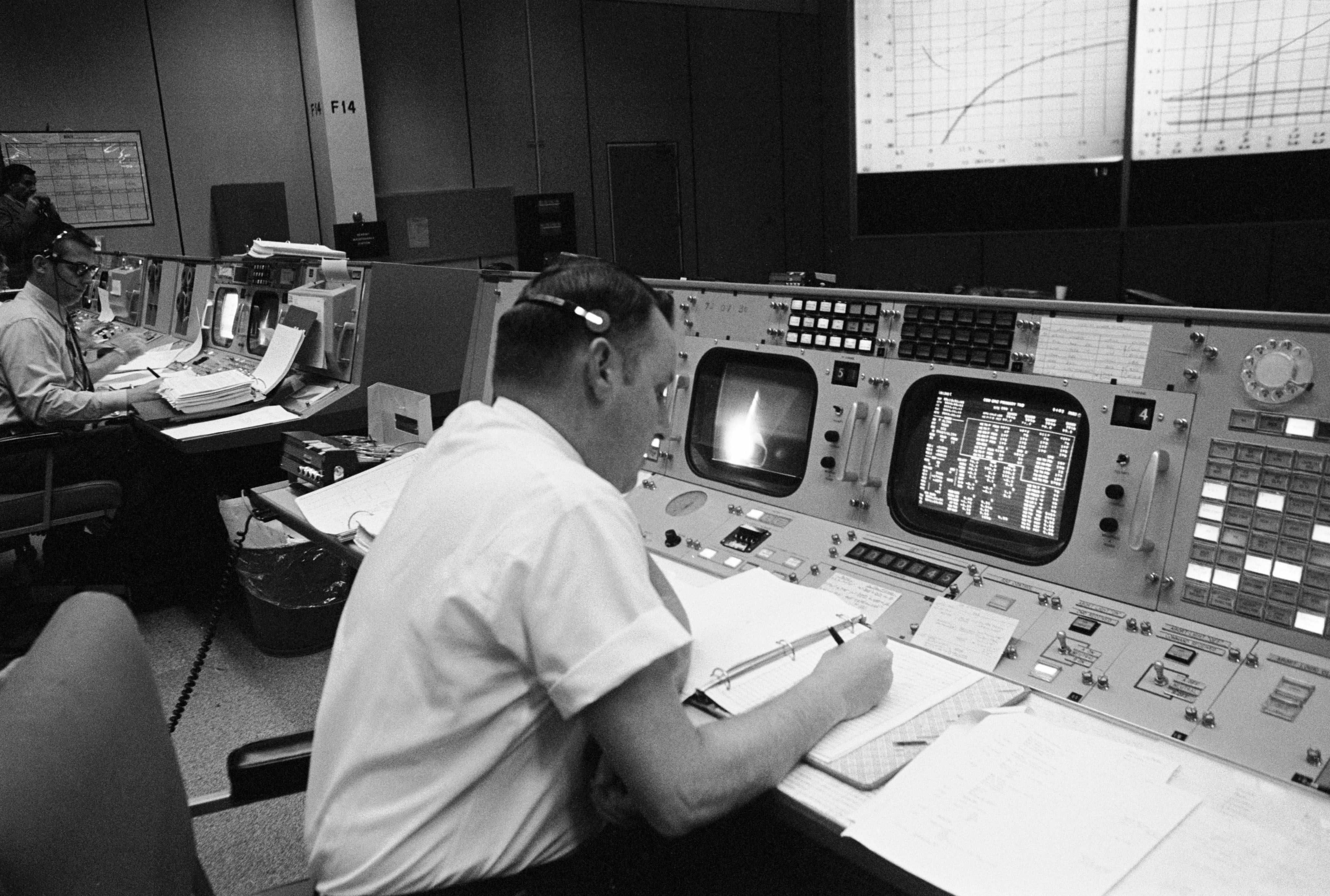
Clifford E. Charlesworth während der Apollo-8-Mission

Clifford Eugene Charlesworth (* 29. November 1931 in Red Wing, Minnesota; † 28. Januar 1991 in Houston, Texas) war ein NASA-Flugdirektor während der Gemini- und Apollo-Programme.
Charlesworth wurde am 29. November 1931 in Red Wing im US-Bundesstaat Minnesota geboren. 1958 schloss er seine Ausbildung am Mississippi College mit einem Abschluss in Physik ab. Nach einer Zeit als ziviler Angestellter der United States Navy und des Pershing-Programms der United States Army ging er 1962 zur NASA. Bis 1970 arbeitete Charlesworth im Manned Spacecraft Center in Houston, bei Gemini 11 und Gemini 12 war er verantwortlicher Flugdirektor, bei Apollo 8 und Apollo 11 verantwortlicher Flugdirektor der ersten Schicht und bei Apollo 12 leitender Flugdirektor der dritten Schicht. Von 1970 bis 1972 war er Manager des Erdbeobachtungsprogramms. Im Anschluss arbeitete er bis zu seiner Pensionierung 1988 als stellvertretender Leiter in der Nutzlastabteilung des Space-Shuttle-Programms.
Clifford Charlesworth starb am 28. Januar 1991 in Houston, Texas an einem Herzinfarkt. Er war verheiratet und hatte eine Tochter und einen Sohn.